# Trei metri deasupra cerului (film din 2010)
Trei metri deasupra cerului (în spaniolă: Tres metros sobre el cielo) este un film spaniol din 2010, bazat pe romanul cu același nume (în italiană: Tre metri sopra il cielo) al scriitorului Federico Moccia.
Este o poveste de dragoste între doi tineri care provin din medii diferite:
- Babi (Maria Valverde), de 17 ani, care provine din clasa de mijloc;
- Hugo (Mario Casas), un tânăr rebel, impulsiv, care trăiește fără griji și participă la curse ilegale de motociclete, în compania unor tinere de morală îndoielnică.

Deși aparent cei doi nu se potrivesc, treptat se îndrăgostesc unul de celălalt.
Această relație nu este pe placul părinților lui Babi.

## Titlul filmului
Denumirea filmului provine de la următorul schimb de replici:

- Ma simt fericită.
- Eu sunt și mai și. 
- Nu cred! Cât?
- De parca aș fi la trei metri deasupra cerului.

## Distribuția
- Mario Casas - Hugo "H"
- María Valverde - Babi
- Álvaro Cervantes - Pollo
- Marina Salas - Katina
- Diego Martín - Alejandro
- Lucho Fernández - Chino
- Andrea Duro - Mara
- Nerea Camacho - Dani
- Pablo Rivero - Gustavo
- Cristina Plazas - Rafaela
- Clara Segura - Forga
- Jordi Bosch - Claudio
- Joan Crosas - Padre Hache.

## Prezentare
Este vorba de doi tineri care fac parte din două lumi diferite. O poveste emoționantă de dragoste. Ea, Babi, este o fata care provine dintr-o familie bună, educată, iar el, Hache este un băiat rebel, care în adâncul sufletului suferă din cauza mamei lui, iar asta îl face să fie mai violent. Însă, când o întâlnește pe Babi simte ce e dragostea și devine un băiat mai bun. La sfârșitul primei părți, ei se despart, iar ea, pleacă împreună cu altul. Un final destul de neașteptat.
În cea de-a doua parte, Hache își petrece doi ani la Londra, dar se întoarce tot cu gândul la prima lui iubire, Babi. El îi da târcoale la casa unde stă și descoperă că ea a rămas cu acel băiat. Din momentul ăla, încearcă să își refacă viața alături de o nouă fată iar el începe să se întrebe dacă este posibil să retrăiască o nouă iubire. Dar mai devreme sau mai târziu se va întâlni cu prima lui dragoste, Babi, însă preferă să trăiască alături de Gin